# Ventichthys
Ventichthys is een monotypisch geslacht van straalvinnige vissen uit de familie van naaldvissen (Ophidiidae).

## Soort
- Ventichthys biospeedoi Nielsen, Møller & Segonzac, 2006